# Wahlenbergia polyantha
Wahlenbergia polyantha är en klockväxtart som beskrevs av Thomas G. Lammers. Wahlenbergia polyantha ingår i släktet Wahlenbergia och familjen klockväxter. Inga underarter finns listade i Catalogue of Life.